# Église baptiste Bethléem
L’Église baptiste Bethléem (anglais : Bethlehem Baptist Church) est une église chrétienne évangélique baptiste située à Minneapolis, Minnesota, aux États-Unis. Elle est affiliée à Converge. Son dirigeant est le pasteur Kenny Stokes. En 2025, elle compterait une assistance de 900 personnes.

## Histoire

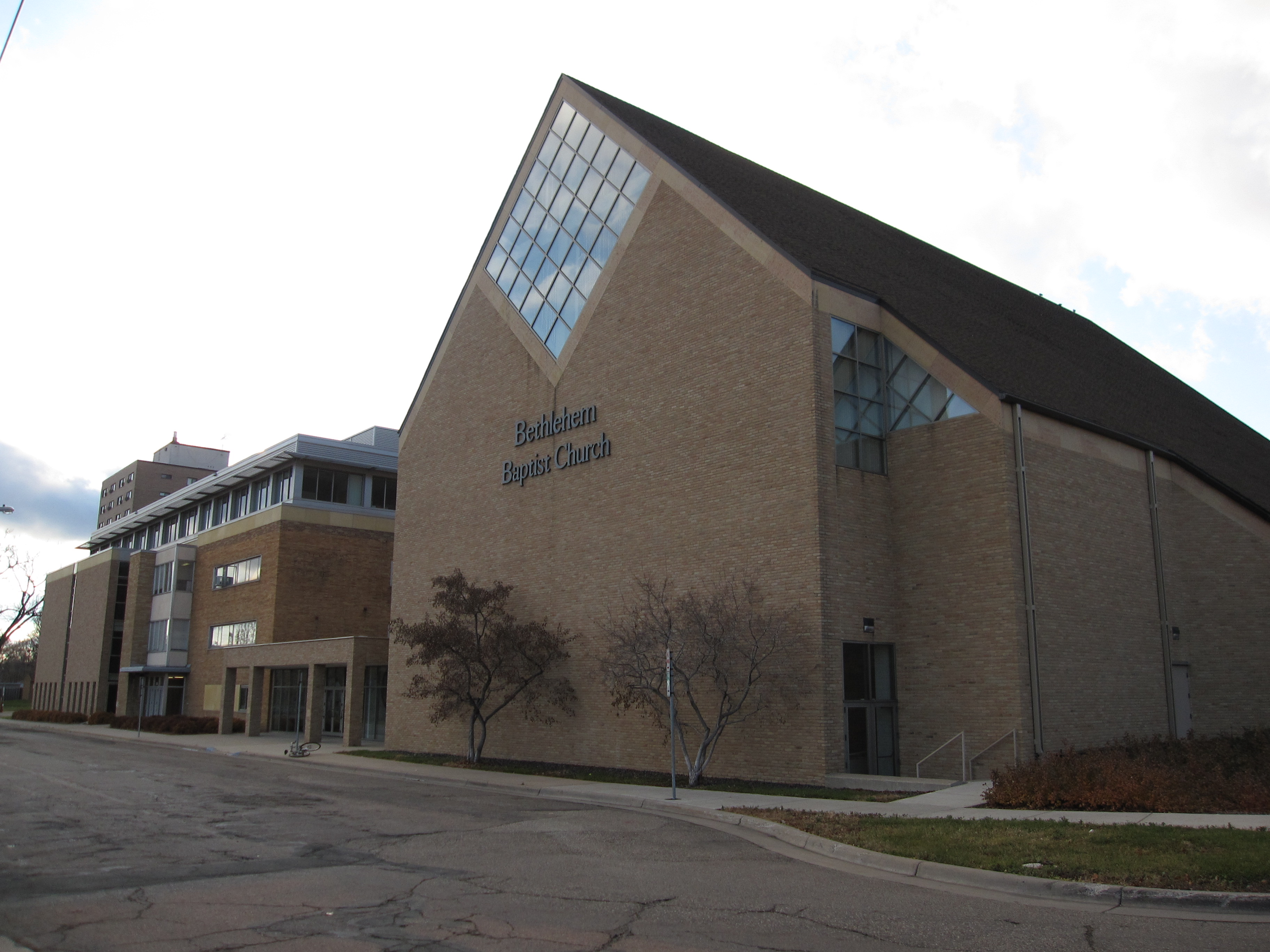
Campus à Minneapolis.

L’église a été fondée en 1871 sous le nom de First Swedish Baptist Church of Minneapolis par J. L. Johnson et un groupe de suédois de la First Baptist Church de Minneapolis. En 1885, elle a acheté le bâtiment de la Second Congregational Church au centre-ville de Minneapolis. En 1980, John Piper est devenu le pasteur principal jusqu’en 2013. En 1991, elle a reconstruit son bâtiment principal avec un auditorium de 900 sièges. En 2002, l’église a inauguré un deuxième campus au Nord de la ville. L’église a inauguré un troisième campus au Sud de la ville en 2006 En 2012, Jason Meyer est devenu le pasteur principal. En 2020, elle disait avoir une assistance hebdomadaire de 4 600 personnes. En 2021, Kenny Stokes est devenu pasteur principal.
En 2022, elle a mis fin à son réseau multisite et ses campus Nord et Sud sont devenus des églises autonomes.
En 2025, elle avait 2 services du dimanche dans son sanctuaire de 900 places ,.

## Croyances
L’Église a une confession de foi baptiste et est membre de Converge.

## Controverses
En août 2021, Jason Meyer a démissionné de son poste de pasteur du campus centre-ville . Selon ce dernier, le conseil des anciens l’accusait d’avoir trop d’empathie dans ses sermons. Meyer a suggéré qu'un prédicateur néo-fondamentaliste conviendrait mieux aux attentes du conseil. Trois autres pasteurs ont également démissionné durant l'été 2021, invoquant des problèmes de harcèlement, une culture toxique et des conflits sur la gestion des abus. Une grande partie des abus subis par ces pasteurs était liée à leur soutien à la théorie critique de la race et au mouvement #Metoo.